# همسیدال
همسیدال (به لاتین: Hemsedal) یک شهرداری در نروژ است که در بوسکرود واقع شده‌است. همسیدال ۷۵۳ کیلومتر مربع مساحت و ۱٬۸۷۶ نفر جمعیت دارد.

## نگارخانه

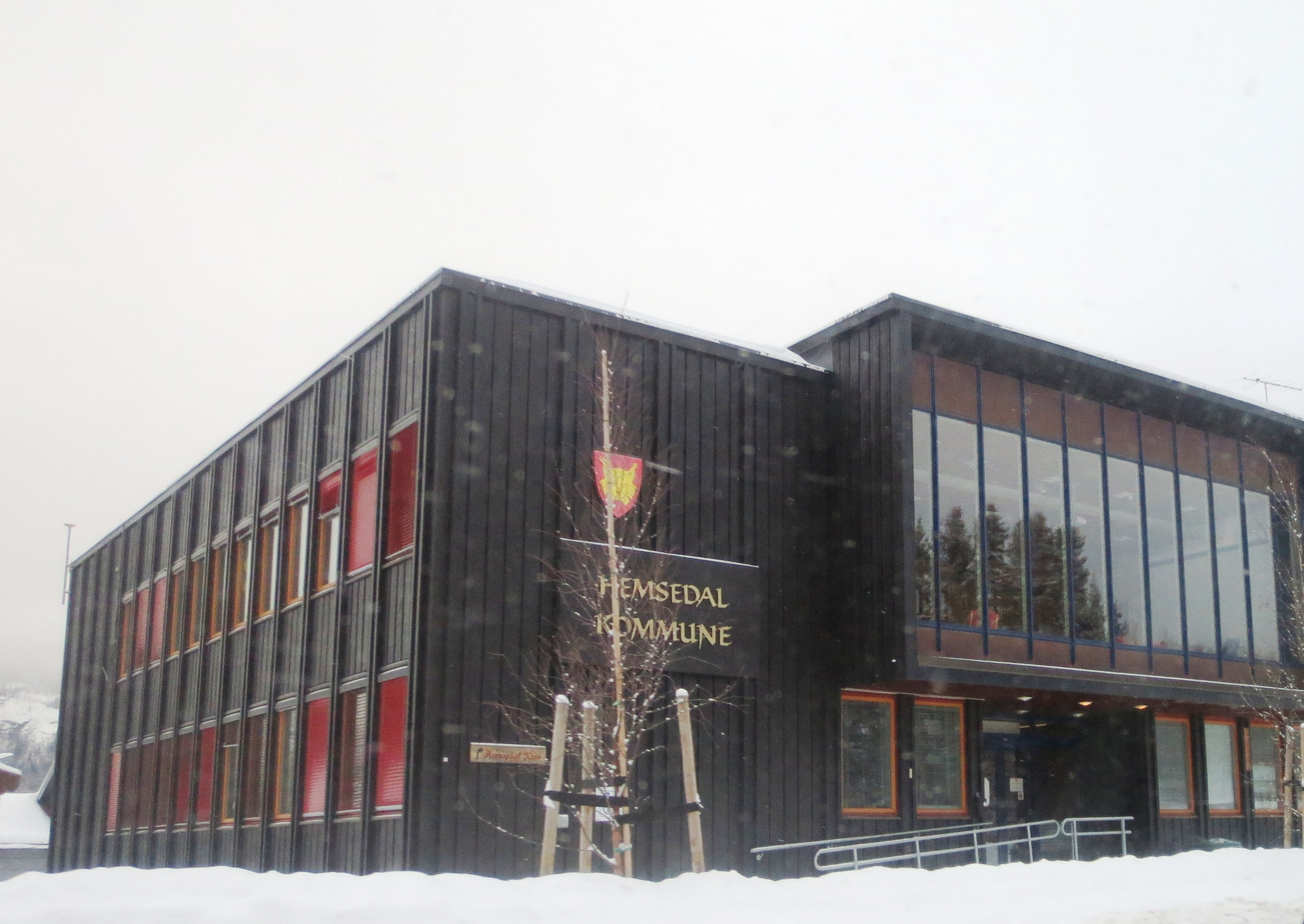
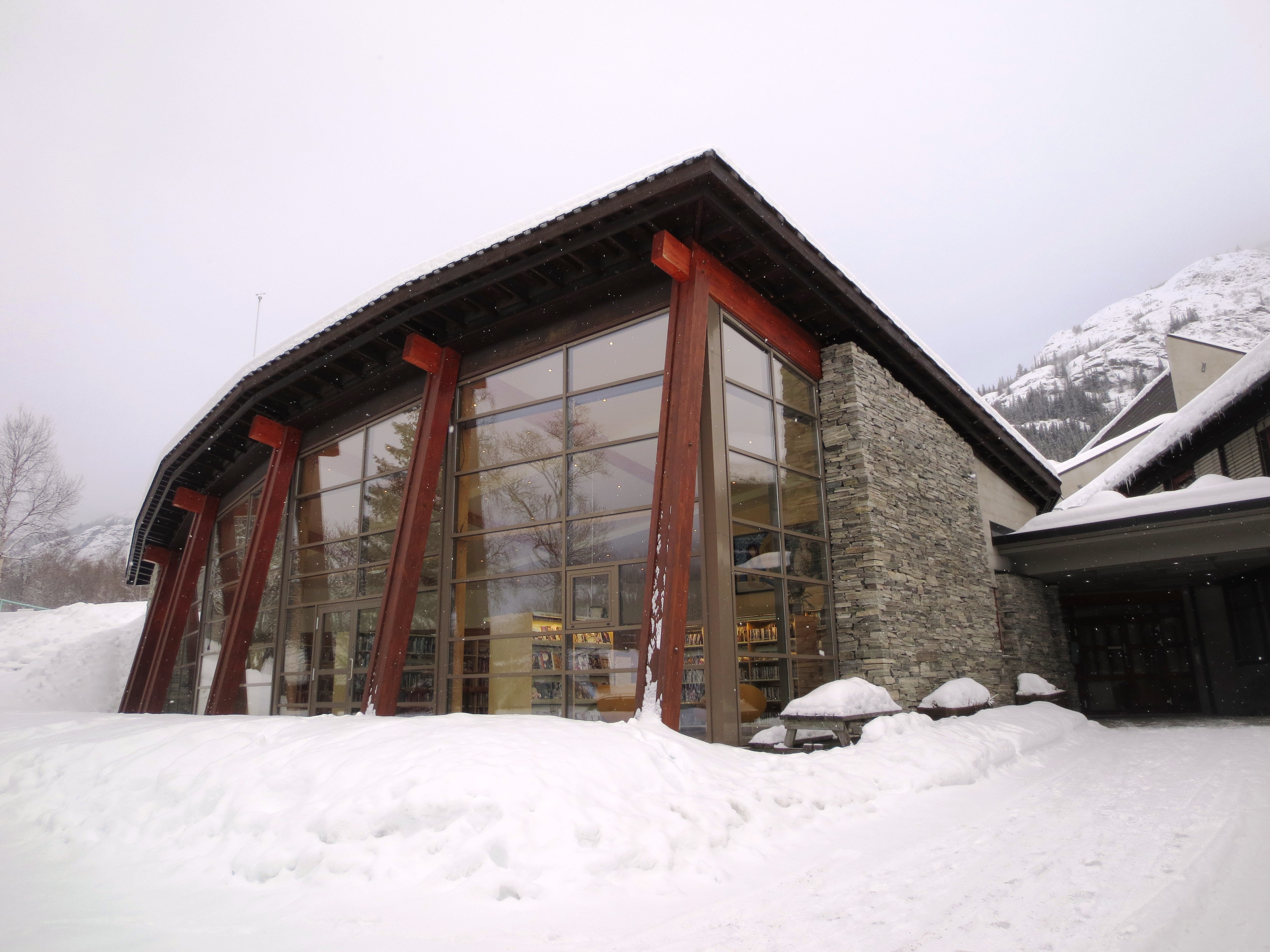
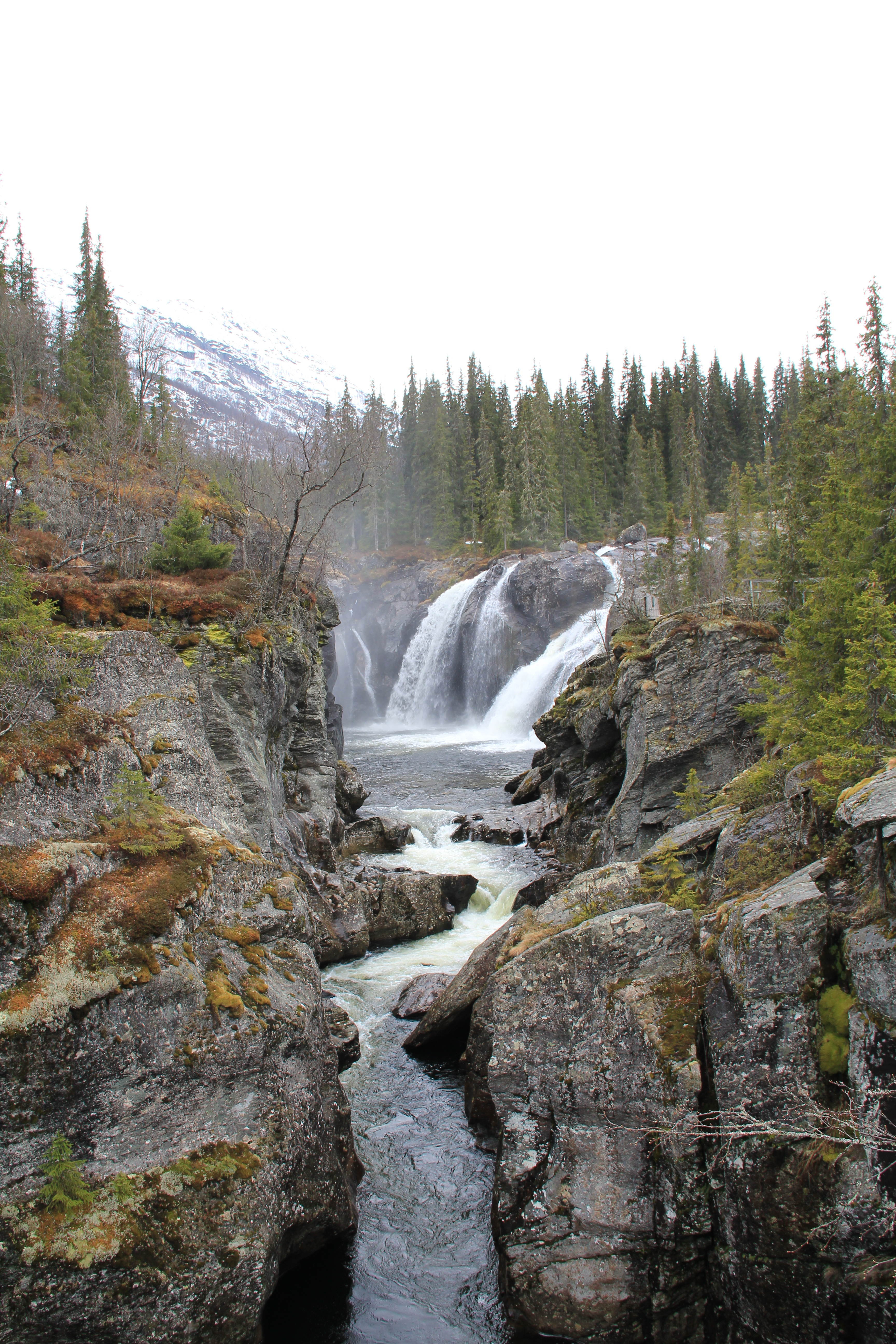
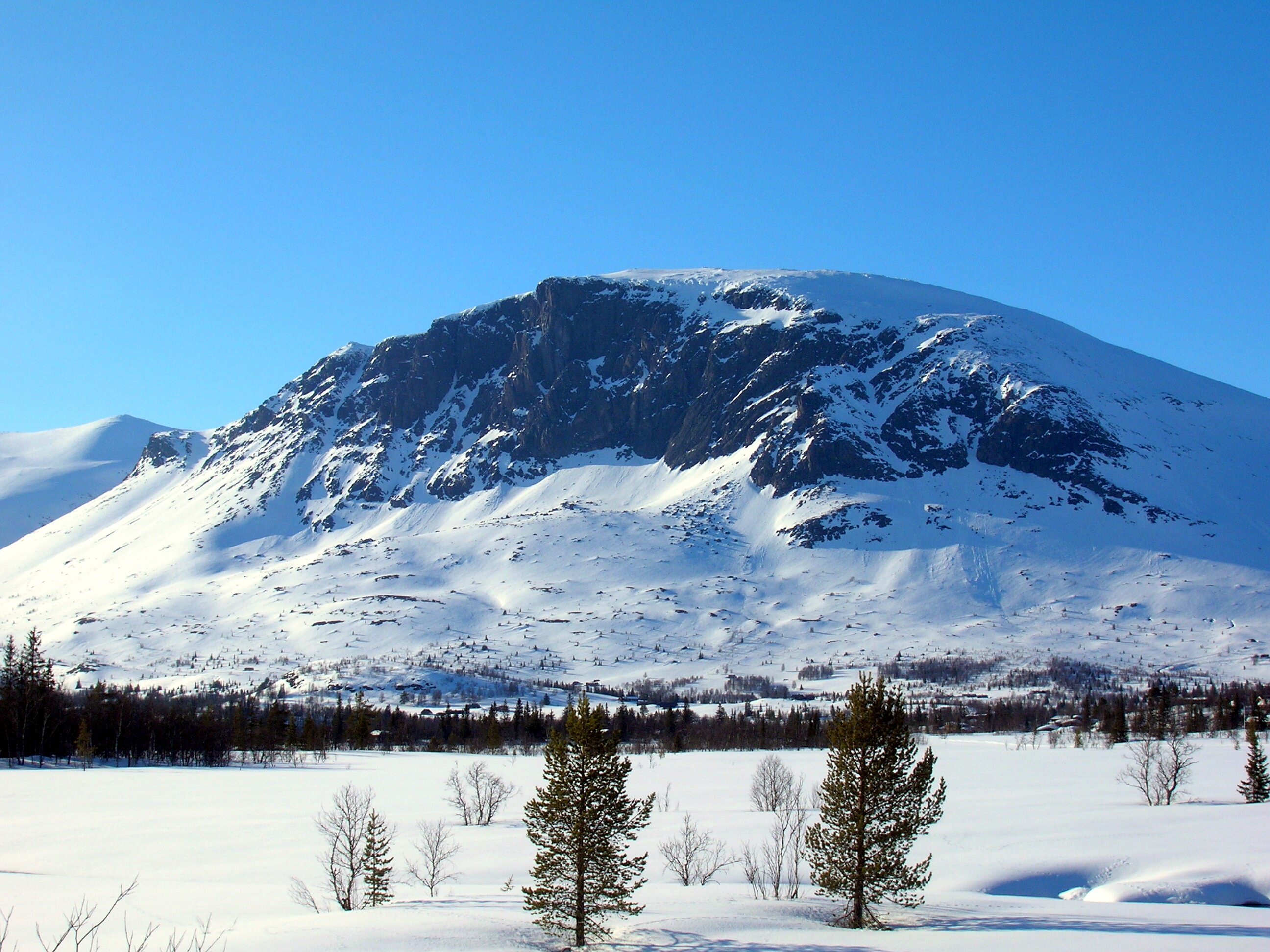
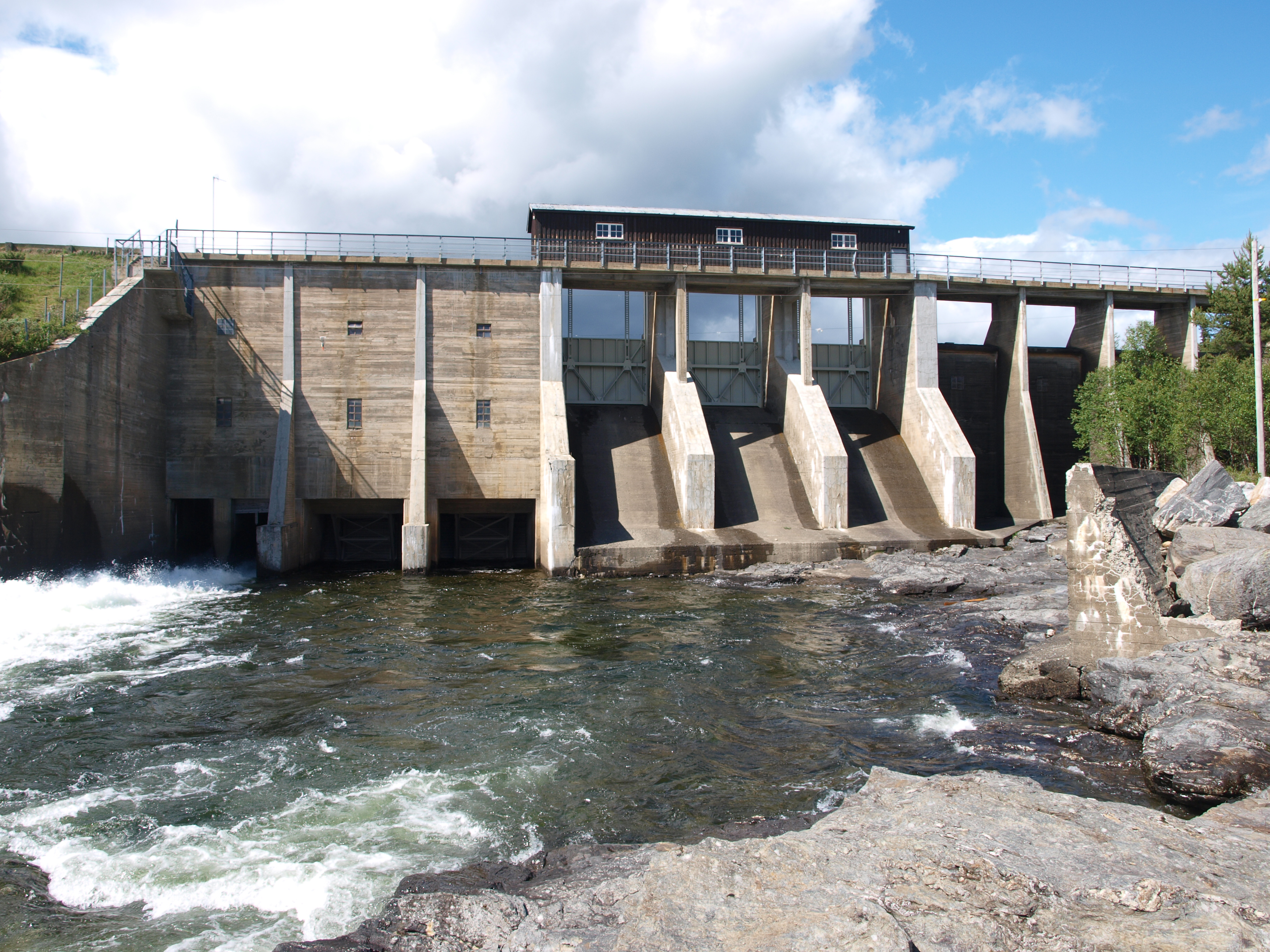
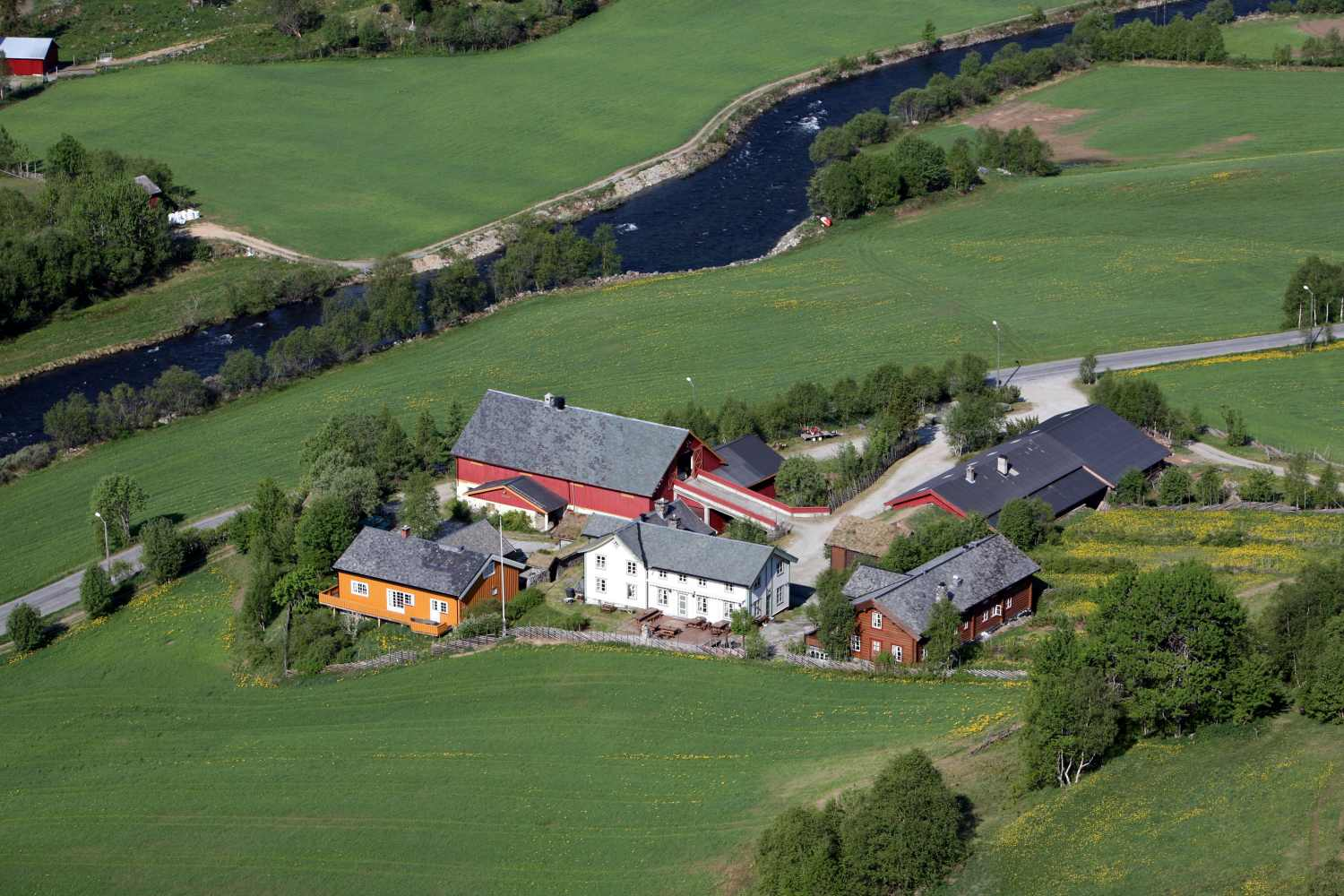